# 이와모토초역
이와모토초역(일본어: 岩本町駅、いわもとちょうえき)은 일본 도쿄도 지요다구에 있는 철도역이다.
간다 천을 끼고 쇼와도리 북쪽 약 150m에, JR 동일본, 도쿄 지하철 히비야 선, 쓰쿠바 익스프레스의 아키하바라역이 있고 JR 동일본 및 도쿄 메트로와는 연락 운수가 이루어진다.

## 역 구조
섬식 승강장 2면 3선의 지하역. 24시 16분에 출발하는 사사즈카 발 도영 신주쿠 선 막차가 1편성 있다.
↑오가와마치

|□|□|

↓바쿠로요코야마
| 1 | 도영 지하철 신주쿠 선 | 신주쿠·사사즈카·하시모토 방면                              |
| 2 | 도영 지하철 신주쿠 선 | 신주쿠·사사즈카·하시모토 방면 (3번 승강장의 선로와 공유됨) |
| 3 | 도영 지하철 신주쿠 선 | 오지마·모토야와타 방면 (2번 승강장의 선로와 공유됨)        |
| 4 | 도영 지하철 신주쿠 선 | 오지마·모토야와타 방면                                     |

## 아키하바라 역과의 환승
이 역은 아키하바라 역에서 가까운 거리에 있어 도보 연결이 가능하지만, 1978년 12월 21일 개업 당초부터 약 30년간은 연락 운수를 일절 하지 않았다.
JR 동일본 각역 정차 선은 2008년 3월 15일부터 연락 정기권을 발매하여 정기권 한정이 있긴 하지만 연락 운수가 이루어졌다.
도쿄 지하철 히비야 선과는 2013년 3월 16일부터 연락 운수를 개시하고 연락 정기권의 발매 및 환승 할인이 적용되도록 하였다. 이전에는 연락 운수가 진행되지 않고 환승 할인 제도가 적용되지 않자 당역 및 도쿄 메트로 아키하바라 역의 개찰구에는 그 취지의 경고가 있었다.
쓰쿠바 익스프레스 선은 2013년 현재에 이르기까지도 당역과 환승을 포함한 연락 정기권은 발행되지 않은 상태이다.

## 역 주변
- 아키하바라역
- 아키하바라

## 역사
- 1978년 12월 21일: 영업 개시.
- 2008년 3월 15일: JR 동일본 아키하바라 역과의 연락 운수 개시.
- 2013년 3월 16일: 도쿄 지하철 히비야 선 아키하바라 역과의 연락 운수 개시, 환승 할인 적용이 시작됨.